# 室次
株式会社室次（むろじ）は、福井県福井市に本社を置く醤油醸造企業。創業は天正元年(1573年)。現存する日本最古の醤油醸造場。
主君の朝倉氏が滅亡し、残された女・子供で酒・糀・味噌など主に酒の醸造業を始めたのが同社の起源。創業者の室屋儀右衛門（内田十内）は創業当時、10歳に満たない子供であった。柴田勝家が作った北ノ庄城下、北陸街道と三国街道が合流する交通の要所に上水道（芝原上水）が流れており、醸造に最適な場所であった。四代目室屋次左衛門は、和歌山県紀州湯浅で確立された大量生産可能な最新醸造法を学び、元禄2年(1689年)に醤油専門醸造場とする。
江戸時代後期にはすでに、長崎の越前蔵屋敷からオランダ商館を通して「ソイ・ソース」として世界へ輸出されていた。醤油と生糸の輸出で潤っていた福井藩に、坂本龍馬が5000両借りたのは有名な話。龍馬が宿泊していた莨屋旅館の隣に室次分店があり、旅館の食事には室次の醤油が使われていた。当時の製法で製造した醤油を「幕末のソイソース」として2011年に発売している。
近年では、福井県立大学と産学連携し商品の開発を進めている。2013年には無臭魚醤入り減塩醤油「旨醤」、2014年にはアルコール含有0％のハラール醤油「福むらさき」を発売している。また、減塩・旨味・無添加をキーワードに保存の効く調味料として、粉末醤油の開発に注力、2016年には「黄金ソルト」、2017年には「天然醤油パウダー」をリリース。

## 歴史

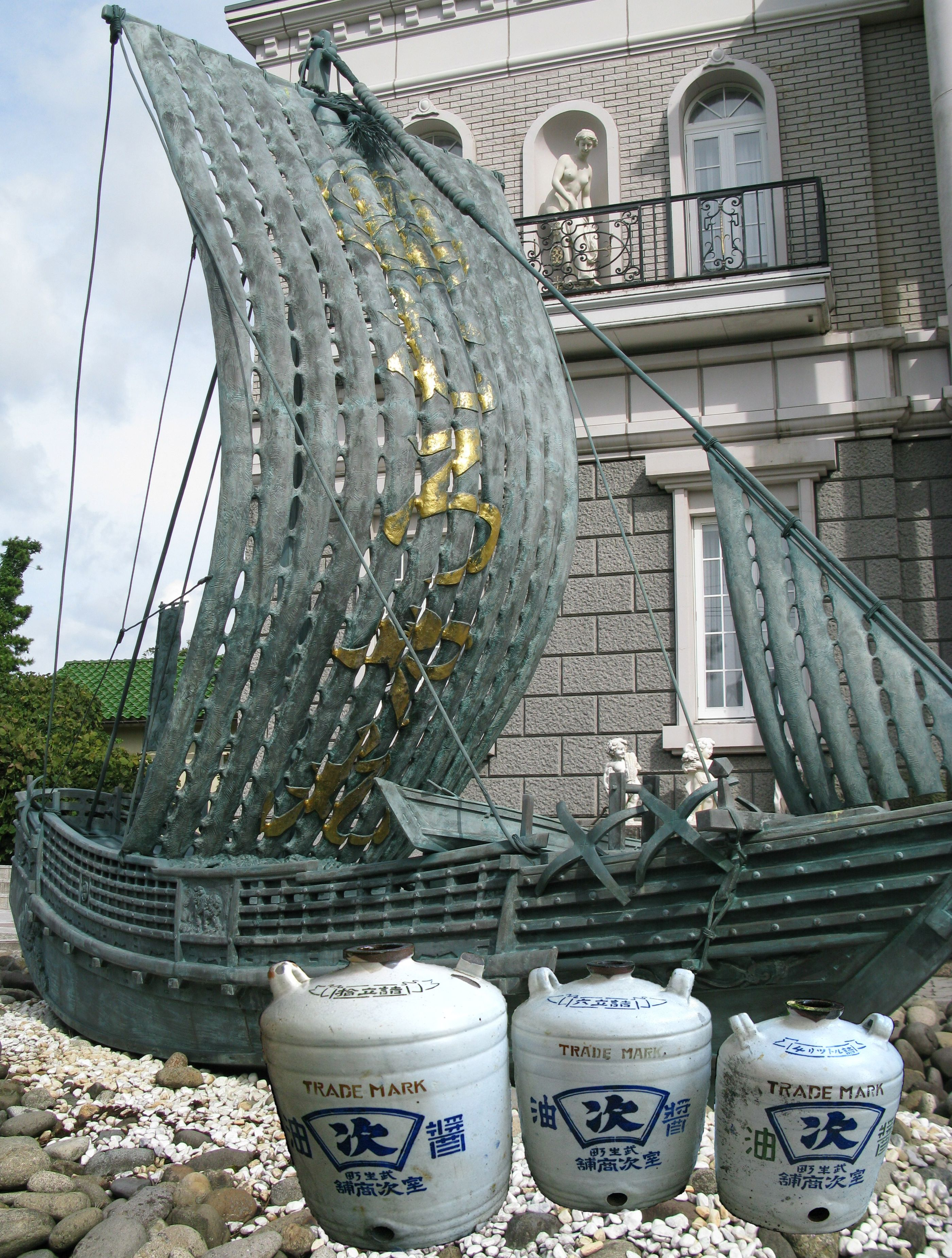
むろや丸とコンプラ瓶

- 天正元年(1573年)　 -  室屋儀右衛門が、越前の福井城下町で糀・酒・味噌・醤油の醸造業を始める
- 元禄2年（1689年）  -  室屋次左衛門が本格的な醤油専門の醸造場とする
- 安政6年（1859年）  -  長崎の越前蔵屋敷からオランダ商館を通して「ソイ・ソース」として輸出
- 昭和37年（1962年） -  株式会社室次を設立

## 事業所
- 醸造場 ： 福井県福井市田原2-4-3
- 工場 ： 福井市中央卸売市場関連団地内
- 研究所 ： 福井県立大学バイオ棟無菌室Ａ

## 主な商品
- 幕末のソイソース : 福井県産の原料にこだわった天然醸造醤油
- 旨醤 : 天然醸造醤油と無臭・無塩の天然さば魚醤から造った減塩醤油
- 福むらさき : 世界初のアルコール0％速醸無臭さば魚醤油(ハラル認定品)
- 黄金ソルト : 体を作る20種類のアミノ酸を全て含む無添加の粉末醤油
- 天然醤油パウダー : 天然醸造醤油を粉末化したベジタリアン対応の醤油パウダー
- 黒にんにくしょうゆ
- しょうゆ一夜干し